# Lotuma
Lotuma (auch: Luatofito) ist eine kleine unbewohnte Insel in der tonganischen Inselgruppe Vavaʻu.

## Geographie
Lotuma ist ein Motu im Ava Pulepulekai Channel, tief im Herzen von Vavaʻu. Die Insel liegt nördlich von ʻUtungake und am Eingang zum Mount Talau-Nationalpark. In der gegenüberliegenden Bucht bei Vaimalo liegen noch die Eilande Nuapuli und Kolotahi.

## Klima
Das Klima ist tropisch heiß, wird jedoch von ständig wehenden Winden gemäßigt. Ebenso wie die anderen Inseln der Vavaʻu-Gruppe wird Lotuma gelegentlich von Zyklonen heimgesucht.